# St. Josef (Lindau-Grafstal)

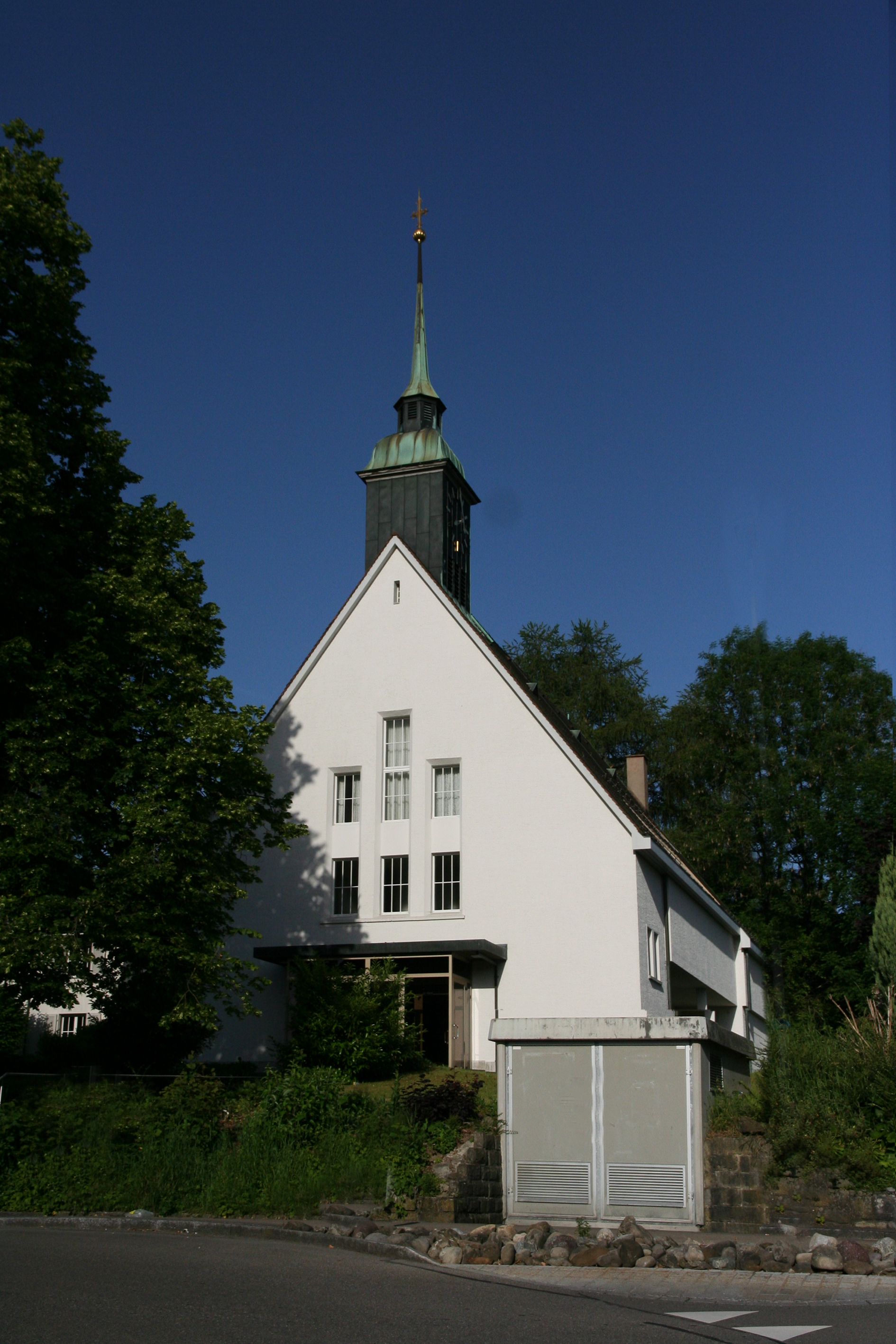
St. Josef in Lindau-Grafstal

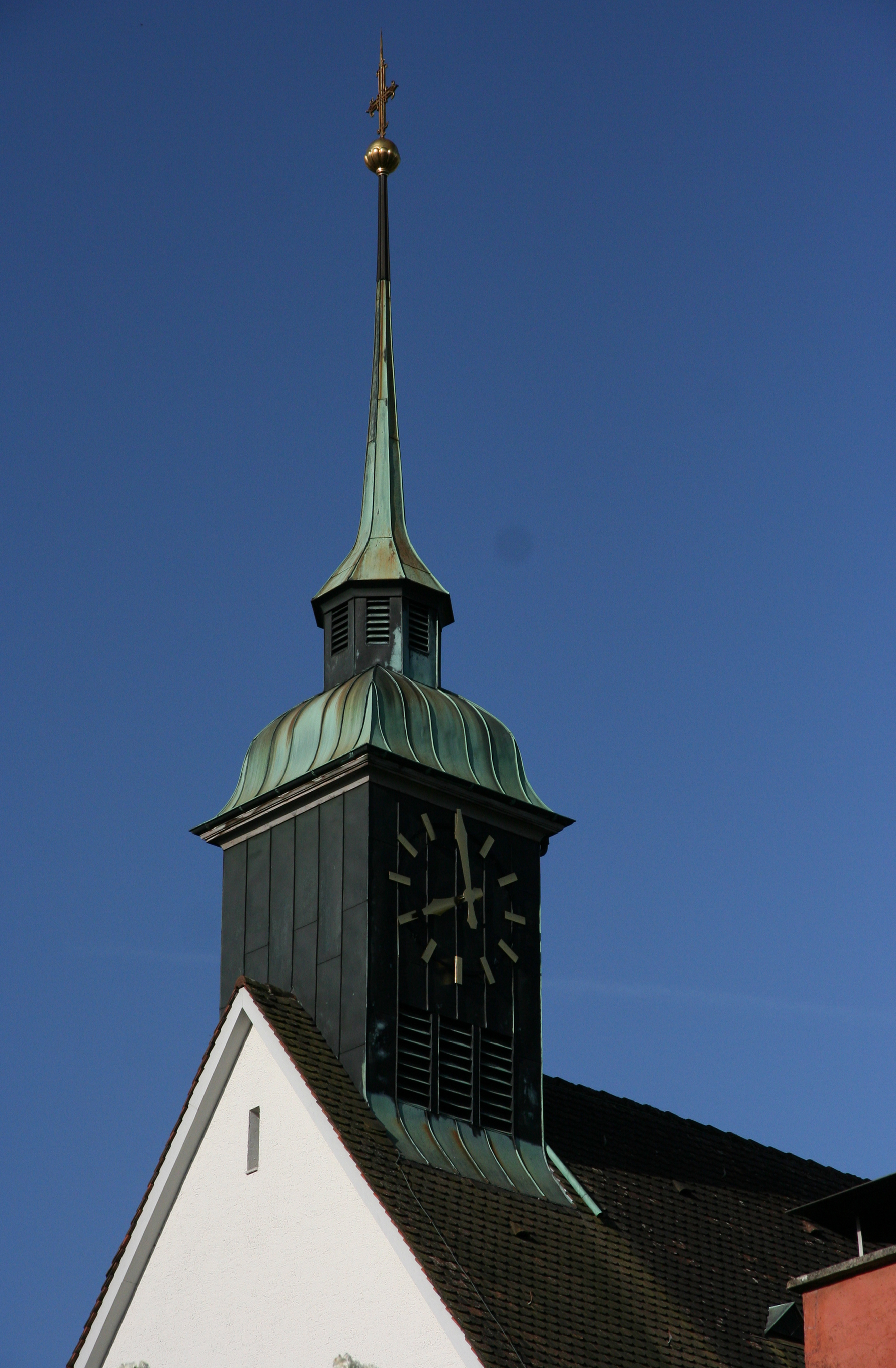
Dachreiter

Die Kirche St. Josef war die römisch-katholische Kirche von Lindau im Bezirk Pfäffikon. Sie befindet sich im Dorf Grafstal. 2016 wurde sie den koptischen Christen im Baurecht übergeben. Seit der Weihe 2019 heisst die Kirche «Kirche der Heiligen Jungfrau Maria und Verena».

## Geschichte

### Vorgeschichte und Namensgebung
Seit der Reformation in Zürich ab dem Jahr 1523 war der katholische Gottesdienst im Gebiet des heutigen Kantons Zürich verboten. Erst im 19. Jahrhundert wurde der katholische Ritus wieder möglich. Das Toleranzedikt aus dem Jahr 1807 erlaubte den zugewanderten Katholiken, wieder katholische Gottesdienste zu feiern, vorerst allerdings nur in der Stadt Zürich. Bei der Gründung der modernen Eidgenossenschaft im Jahr 1848 wurde in der Verfassung die Glaubens- und Niederlassungsfreiheit verankert, sodass der Aufbau katholischer Gemeinden im ganzen Kanton Zürich möglich wurde. Aufgrund der Industrialisierung, die im Kempttal zahlreiche Arbeitsstellen schuf, zogen in der Folge Menschen aus katholischen Gebieten aus der Zentralschweiz, der Ostschweiz, aber auch aus dem nahen Ausland in die Region. Bereits im Jahr 1813 hatten 50 in der Stadt Winterthur wohnhafte Katholiken an die Toleranz der Stadtväter appelliert, jedoch erst im Jahr 1862, als das Kloster Rheinau aufgehoben wurde und die weitere Verwendung dessen Vermögens durch den Kanton Zürich gesetzlich geregelt wurde, durfte in Winterthur der erste katholische Gottesdienst seit der Reformation stattfinden. Das sog. Erste zürcherische Kirchengesetz aus dem Jahr 1863 anerkannte neben Zürich auch die katholischen Kirchgemeinden in Winterthur, Rheinau und Dietikon (die letzten beiden waren traditionell katholische Orte), sodass in Winterthur eine katholische Gemeinde aufgebaut werden durfte. Im Jahr 1868 wurde die neu erbaute Kirche St. Peter und Paul im Beisein von Vertretern der kantonalen Regierung samt Staatsschreiber und Dichter Gottfried Keller sowie des Stadtrats von Winterthur eröffnet. Die Gründung weiterer Pfarreien im Kanton wurde jedoch staatlich nicht anerkannt, weshalb diese auf privat- und vereinsrechtlicher Basis aufgebaut werden mussten, darunter auch die Diasporapfarrei St. Josef in Grafstal.

### Entstehungs- und Baugeschichte
Grafstal lag zwischen den um 1900 bereits existierenden Pfarreien St. Peter und Paul Winterthur und Herz Jesu Zürich-Oerlikon. Diese beiden Pfarreien bestimmten den Aufbau der Diasporapfarrei in Grafstal. So wurden die ersten Katholiken in Grafstal und Umgebung zunächst von den Geistlichen der Pfarreien St. Peter und Paul Winterthur und Herz Jesu Zürich-Oerlikon betreut. Im Jahr 1901 war das Seelsorgegebiet von Grafstal eines der grössten im Kanton Zürich. Von der Pfarrei Herz Jesu Zürich-Oerlikon aus erfolgte im Jahr 1902 der Ankauf eines kleinen Gebäudes, in dessen Untergeschoss erstmals seit der Reformation in Grafstal wieder katholische Gottesdienste stattfanden. Im Jahr 1903 wurde diese Gottesdienststation der Pfarrei St. Peter und Paul Winterthur zugeteilt, nachdem das Gottesdienstlokal am 31. August 1903 benediziert worden war. Da die Firma Maggi viele katholische Arbeiter beschäftigte, schenkte die Firma im Jahr 1926 das Grundstück für den Bau der heutigen Kirche. Am 2. September 1928 wurde die Kirche St. Josef benediziert. Die Diasporapfarrei war in dieser Zeit für die Katholiken von Lindau, Illnau-Effretikon und Brütten sowie weiteren umliegenden Gemeinden zuständig. Nach dem Zweiten Weltkrieg wuchs die Zahl der Einwohner von Illnau-Effretikon rasch an, weshalb die Mehrheit der Katholiken nicht mehr im Dorf Grafstal, sondern im benachbarten Illnau-Effretikon lebten. Deshalb beschloss die Pfarrei im Jahr 1963, in Illnau-Effretikon eine zweite Kirche zu errichten. 1983 wurde dort die heutige Pfarrkirche St. Martin erbaut, welche St. Josef Grafstal als Pfarrkirche der Gemeinde ablöste.
Heute ist die Kirche St. Josef eine Filialkirche der Pfarrei St. Martin Illnau-Effretikon. Die Pfarrei St. Martin ist mit ihren 5'355 Mitgliedern (Stand 2021) eine der grösseren katholischen Kirchgemeinden des Kantons Zürich.

## Baubeschreibung

### Kirchturm und Äusseres
Die Kirche St. Josef befindet sich in der Fabrikarbeitersiedlung von Grafstal an der Rikonerstrasse 8. Aufgrund der topografischen Lage ist die Kirche nicht geostet, sondern gegen Westen ausgerichtet. Es handelt sich um einen schlichten einschiffigen Bau, dessen Satteldach mit einem Dachreiter gekrönt wird. Er birgt ein dreistimmiges Geläut, das im Jahr 1969 von der Glockengiesserei H. Rüetschi, Aarau, gefertigt wurde und in der Tonfolge as, c, es erklingt. Als Besonderheit besitzt der Dachreiter eine Turmuhr nur mit einem einzelnen Zifferblatt. Südlich von der Kirche befindet sich das ehemalige Pfarrhaus.

### Innenraum und künstlerische Ausstattung
Die eigentliche Kirche befindet sich nicht im Erdgeschoss, sondern im ersten Stock des Gebäudes über dem Pfarreisaal. Über zwei Treppen gelangt der Besucher vom Erdgeschoss zur Kirche ins Obergeschoss. Der Gottesdienstraum wird durch ein Satteldach abgeschlossen. Der Raum besitzt einen rechteckigen Grundriss, an den ein leicht erhöhter, eingezogener Chorraum angegliedert ist. Auf der Ostseite der Kirche befindet sich die Sänger- und Orgelempore. Im Jahr 1969–1970 wurde die Kirche saniert und an die Vorgaben der Liturgiekonstitution des Zweiten Vatikanischen Konzils angepasst. Seitdem besitzt die Kirche einen Volksaltar und einen Ambo. Der Altar besteht aus Holz, der Tabernakel und der Ambo ruhen auf einem weiss gestrichenen Steinsockel. Der Aufsatz des Ambos sowie der eigentliche Tabernakel sind aus Metall gearbeitet. Der Ambo trägt an der Frontseite eine Heiliggeisttaube und ein Kreuz, der Tabernakel eine Ähre sowie eine Traube. Ähnlich gestaltet wurde auch der Osterkerzenleuchter, dessen Fuss einen Trieb symbolisiert und im oberen Teil mit weissen Steinen besetzt ist. An der Chorwand wurde ein metallenes Kruzifix mit Korpus angebracht, rechts davon die zwölf Apostelkerzen, welche v-förmig gruppiert wurden. Auf der linken Seite des Altarraums befindet sich eine Muttergottesstatue mit Kind, welche die Formsprache des Kruzifixes an der Chorwand übernimmt. Auf der rechten Seite neben dem Chorraum befindet sich eine Josefstatue, welche im Gegensatz zur Muttergottesstatue nicht plastisch, sondern als Relief gestaltet wurde. Das Taufbecken befindet sich beim Kircheneingang unter der Orgelempore. Vor der Türe zum Kirchenraum wurde eine Darstellung des hl. Antonius mit dem Jesuskind angebracht, welche ebenfalls wie die Josefstatue in der Kirche als Relief gearbeitet wurde.

### Orgel

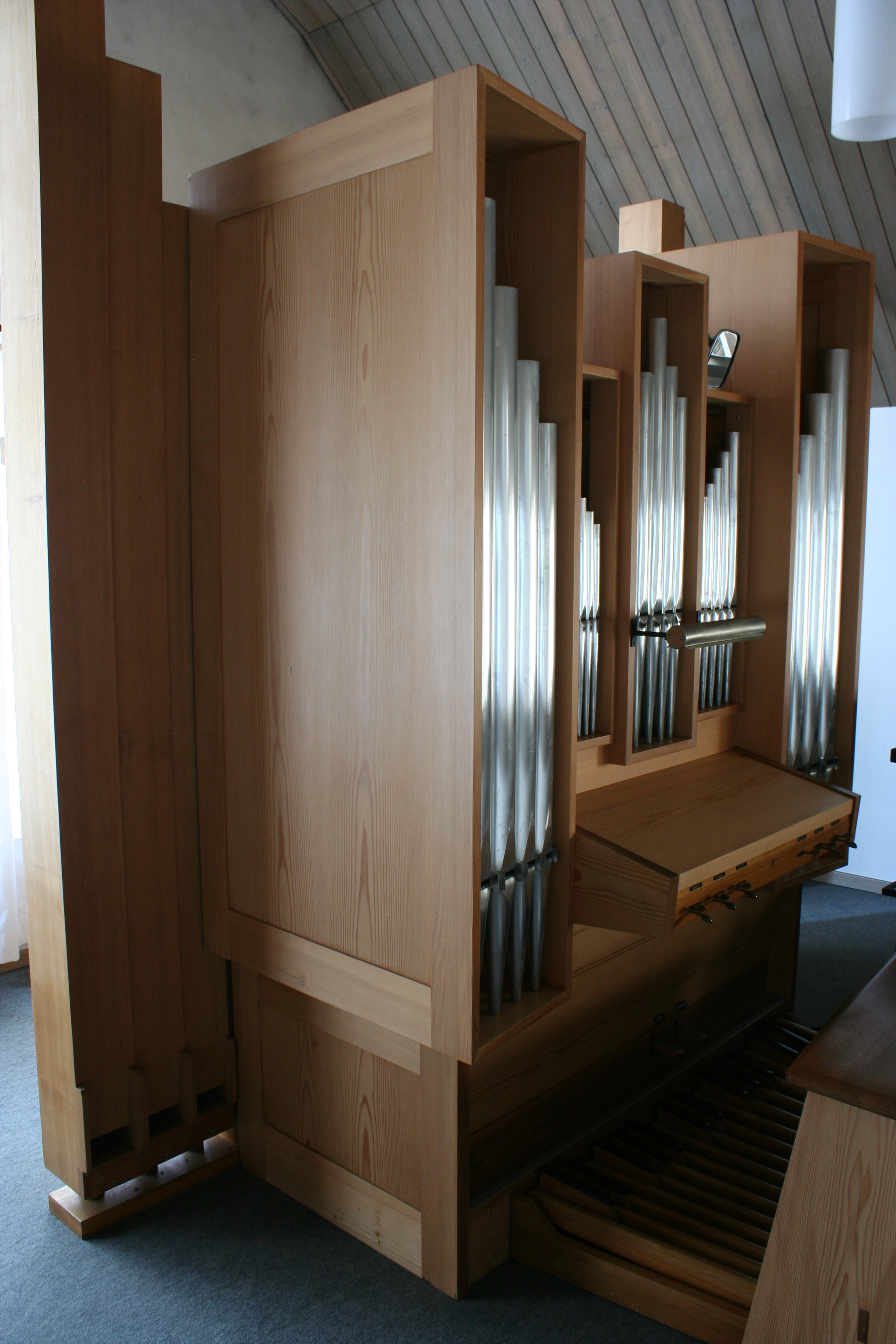
Kuhn-Orgel von 1968

Seit dem Jahr 1992 besitzt die Kirche eine Orgel von der Firma Kuhn, Männedorf. Es handelt sich um ein Instrument, das im Jahr 1968 erbaut worden war und zunächst eine andere Verwendung gefunden hatte. Das Instrument verfügt über eine mechanische Traktur und Registratur sowie über Schleifladen. Das Manual hat eine Bass-/Diskantteilung zwischen h und c1.
Disposition:
| Manual C–f3             |    |
| Gedackt                 | 8′ |
| Principal               | 4′ |
| Rohrflöte               | 4′ |
| Schwegel                | 2′ |
| Sesquialtera II (ab c1) |    |
| Mixtur III              |    |

| Pedal C–f1 |     |
| Subbass    | 16′ |